# Talho
Talho es una localidad caboverdiana del municipio de Ribeira Brava.

## Geografía
La localidad está situada en la isla de São Nicolau.

## Organización territorial
La localidad abarca los lugares y barrios de:
- Barreiro
- Caboquim
- Chã de Talho
- Cigana
- Ensosso
- Fabateira
- Fael
- Lombo Branco
- Maria Palinha
- Rabona
- Ribeira das Vacas